# Шлюбний обшук
Шлюбний обшук — складений на окремому аркуші письмовий акт, що містив відомості про осіб, які мали намір брати шлюб в церкві, і встановлював відсутність  перепон (для прикладу, відсутність споріднення, інших шлюбів і т.п.) для укладення шлюбу. На територіях підконтрольних Російській імперії шлюбні обшуки складались при церквах починаючи з XVI століття і аж до часу відокремлення церкви від держави (після 1917 року).

## Передтеча шлюбних обшуків
До введення процедури складання шлюбних обшуків основним регулюючим документом з питань укладення шлюбу був збірник греко-римських законів — Кормча книга.
З часом шлюбні відносини в Російській імперії регулювалися вінчаними пам'ятками. Вінчані пам'ятки - це документ, який видавався від імені патріарха або єпархіального архієрея на ім'я священника для проведення визначеного обряду вінчання, при цьому наречений та наречена платили мито з вінчання.

## Початок проведення шлюбних обшук
В 1765 році вінчані пам'ятки скасовано Сенатським указом «Об уничтожении венечных памятей и денежного сбора с оных и о произведениях обысков прежде венчания вступающих в брак». Указом також ввели правило складання шлюбних обшуків. 
Шлюбний обшук включав наступні питання, які слід було з'ясувати священнику:
1) звання та відношення до суспільного прошарку (селяни, військові, дворяни, духовенство);
2) місце проживання;
3) вік;
4) відсутність біологічного та духовного споріднення;
5) сімейний стан;
6) взаємно згода на укладення шлюбу (відсутність примусу). До 1775 року від батьків наречених також вимагалась присяга, що наречений і наречена добровільно вступають у шлюб, без стороннього примусу;
7) згода батьків на шлюб, у випадках коли закон передбачав таку;
8) письмові документи, що додаються до обшуку.
Шлюбний обшук підписувався нареченим і нареченою, двома або трьома поручителями і священником. Первинна форма шлюбного обшуку була встановлена в 1765 році, а згодом - змінена в 1837 році. В кінці XIX — початку XX століття шлюбний обшук також отримав іншу назву — передшлюбне свідоцтво.
Після 1917 року проведення шлюбних обшуків припинено через передачу юридичного повноваження реєстрації укладення та розірвання шлюбів від церкви до держави.

## Сьогодення
Сьогодні своєрідним аналогом шлюбного обшуку є Свідоцтво про шлюб видане державою (підтверджує відсутність інших шлюбів зареєстрованих державою), яке священник вимагає подати нареченим до укладення церковного шлюбу.
В Польській православній церкві процедуру складання шлюбного обшуку застосовують до сьогодні.